# دوري كازاخستان الممتاز 2011
دوري كازاخستان الممتاز 2011 (بالروسية: Чемпионат Казахстана по футболу 2011)‏ هو الموسم 20 من  دوري كازاخستان الممتاز. أشرف على تنظيمه اتحاد كازاخستان لكرة القدم، وكان عدد الأندية المشاركة فيه  12، وفاز فيه نادي شاختار قراغندي.